# The Big Dirty Band
The Big Dirty Band – punk- i hardrockowy zespół pochodzący z Kanady. Został założony w 2006 roku. W jego skład wchodzą Care Failure (prowadzący wokal), Geddy Lee (gitara basowa), Alex Lifeson (gitara prowadząca), Ian Thornley (gitara rytmiczna, wokal wspomagający), Adam Gontier (gitara rytmiczna, wokal) i Jeff Burrows (perkusja). Razem nagrali cover piosenki I Fought the Law i nagrali do niego teledysk.

## Skład zespołu
- Care Failure – wokal prowadzący
- Geddy Lee – gitara basowa
- Alex Lifeson – gitara prowadząca
- Ian Thornley – gitara rytmiczna, wokal
- Adam Gontier – gitara rytmiczna, wokal
- Jeff Burrows – perkusja